# Italie au Concours Eurovision de la chanson 1961
L'Italie a participé au Concours Eurovision de la chanson 1961, alors appelé le « Grand prix Eurovision de la chanson européenne 1961 », à Cannes, en France. C'est la 6e participation italienne au Concours Eurovision de la chanson.
Le pays est représenté par Betty Curtis et la chanson Al di là, sélectionnés par la Radio-télévision italienne au moyen du Festival de Sanremo.

## Sélection

### Festival de Sanremo 1961
Le radiodiffuseur italien, la Radiotelevisione Italiana (RAI), sélectionne l'artiste et la chanson représentant l'Italie au Concours Eurovision de la chanson 1961 à travers la 11e édition du Festival de Sanremo,.
Le festival, présenté par Lilly Lembo (it) et Giuliana Calandra, a eu lieu du 26 au 28 janvier, pour les demi-finales, et le 6 février 1961, pour la finale, au Casino de Sanremo, dans la ville de Sanremo. Les chansons sont toutes interprétées en italien, langue nationale de l'Italie.
Parmi les participants au festival de Sanremo de 1961, certains ont déjà concouru ou concourront à une édition de l'Eurovision pour représenter l'Italie : Tonina Torrielli en 1956 ; Claudio Villa en 1962 et 1967.
Lors de cette sélection, c'est Betty Curtis et la chanson Al di là — chanson dont Betty Curtis est la 1re interprète lors du festival de Sanremo, le 2e interprète étant Luciano Tajoli —, composée par Carlo Donida sur des paroles de Mogol, qui furent choisies.

#### Demi-finale -1resoirée
| Ordre | 1er interprète      | 2e interprète         | Chanson             | Traduction                 |
| ----- | ------------------- | --------------------- | ------------------- | -------------------------- |
| 1     | Tony Renis          | Niki Davis (it)       | Pozzanghere         | Les flaques                |
| 2     | Mina                | Nelly Fioramonti (it) | Io amo, tu ami      | J'aime, tu aimes           |
| 3     | Nadia Liani (it)    | Jolanda Rossin (it)   | Una goccia di cielo | Une goutte du ciel         |
| 4     | Sergio Bruni        | Rocco Granata         | Carolina dai        | Carolina, s'il te plaît    |
| 5     | Gianni Meccia       | Wilma De Angelis      | Patatina            | Patate                     |
| 6     | Pino Donaggio       | Teddy Reno            | Come sinfonia       | Comme une symphonie        |
| 7     | Claudio Villa       | Sergio Renda (it)     | Mare di dicembre    | Mer de décembre            |
| 8     | Umberto Bindi       | Miranda Martino       | Non mi dire chi sei | Tu ne me dis pas qui tu es |
| 9     | Betty Curtis        | Luciano Tajoli        | Al di là            | Au-delà                    |
| 10    | Cocky Mazzetti (it) | Achille Togliani      | Qualcuno mi ama     | Quelqu'un m'aime           |
| 11    | Joe Sentieri        | Fausto Cigliano       | Lei                 | Elle                       |
| 12    | Luciano Rondinella  | Edoardo Vianello      | Che freddo!         | Quel froid !               |

#### Demi-finale -2esoirée
| Ordre | 1er interprète     | 2e interprète     | Chanson                  | Traduction                     |
| ----- | ------------------ | ----------------- | ------------------------ | ------------------------------ |
| 1     | Adriano Celentano  | Little Tony       | 24 mila baci             | 24 mille baisers               |
| 2     | Bruno Martino      | Jula De Palma     | A.A.A. adorabile cercasi | A.A.A. si on cherche adorable  |
| 3     | Arturo Testa (it)  | Tonina Torrielli  | Febbre di musica         | Fièvre de musique              |
| 4     | Joe Sentieri       | Betty Curtis      | Libellule                | -                              |
| 5     | Mina               | Jenny Luna (it)   | Le mille bolle blu       | Les milles bulles bleues       |
| 6     | Gino Paoli         | Tony Dallara      | Un uomo vivo             | Un homme vivant                |
| 7     | Milva              | Gino Latilla      | Il mare nel cassetto     | La mer dans le tiroir          |
| 8     | Teddy Reno         | Sergio Bruni      | Mandolino, mandolino     | Mandoline, mandoline           |
| 9     | Miranda Martino    | Jimmy Fontana     | Lady Luna                | Mademoiselle Lune              |
| 10    | Giorgio Gaber      | Maria Monti       | Benzina e cerini         | De l'essence et des allumettes |
| 11    | Aura D'Angelo (it) | Silvia Guidi (it) | Notturno senza luna      | Nocturne sans lune             |
| 12    | Carla Boni         | Aurelio Fierro    | Tu con me                | Toi avec moi                   |

#### Finale
Les chansons qualifiées pour la finale de cette édition du festival de Sanremo ont également été interprétées dans cet ordre lors d'une 3e soirée non compétitive le 28 janvier suivant les deux demi-finales.
| Ordre | 1er interprète    | 2e interprète         | Chanson              | Traduction                 | Points  | Place |
| ----- | ----------------- | --------------------- | -------------------- | -------------------------- | ------- | ----- |
| 1     | Gino Paoli        | Tony Dallara          | Un uomo vivo         | Un homme vivant            | 65 499  | 10    |
| 2     | Arturo Testa (it) | Tonina Torrielli      | Febbre di musica     | Fièvre de musique          | 100 217 | 7     |
| 3     | Sergio Bruni      | Rocco Granata         | Carolina dai         | Carolina, s'il te plait    | 68 907  | 9     |
| 4     | Adriano Celentano | Little Tony           | 24 mila baci         | 24 mille baisers           | 679 175 | 2     |
| 5     | Teddy Reno        | Sergio Bruni          | Mandolino mandolino  | Mandoline, mandoline       | 75 218  | 8     |
| 6     | Betty Curtis      | Luciano Tajoli        | Al di là             | Au-delà                    | 708 104 | 1     |
| 7     | Mina              | Jenny Luna (it)       | Le mille bolle blu   | Les milles bulles bleues   | 175 863 | 5     |
| 8     | Joe Sentieri      | Fausto Cigliano       | Lei                  | Elle                       | 15 230  | 12    |
| 9     | Umberto Bindi     | Miranda Martino       | Non mi dire chi sei  | Tu ne me dis pas qui tu es | 37 487  | 11    |
| 10    | Pino Donaggio     | Teddy Reno            | Come sinfonia        | Comme une symphonie        | 127 679 | 6     |
| 11    | Milva             | Gino Latilla          | Il mare nel cassetto | La mer dans le tiroir      | 648 776 | 3     |
| 12    | Mina              | Nelly Fioramonti (it) | Io amo tu ami        | J'aime, tu aimes           | 178 593 | 4     |

## À l'Eurovision
Chaque pays a un jury de dix personnes. Chaque membre du jury peut donner un point à sa chanson préférée.

### Points attribués par l'Italie
| 3 points | Luxembourg               |
| 2 points | Finlande Pays-Bas Suisse |
| 1 point  | Royaume-Uni              |

### Points attribués à l'Italie
| 10 points | 9 points              | 8 points | 7 points | 6 points                                   |
| --------- | --------------------- | -------- | -------- | ------------------------------------------ |
|           |                       |          |          |                                            |
| 5 points  | 4 points              | 3 points | 2 points | 1 point                                    |
|           | - Belgique - Danemark |          |          | - France - Monaco - Pays-Bas - Yougoslavie |

Betty Curtis interprète Al di là en 16e et dernière position, après le Royaume-Uni. Au terme du vote final, l'Italie termine 5e, ex æquo avec le Danemark, sur 16 pays avec 12 points.